# Irma Gubanec
Irma Gubanec, slovenska ekonomistka in političarka, * 9. julij 1968, Kranj.
Med 1. novembrom 1999 in 19. junijem 2000 je bila državna sekretarka Republike Slovenije na Ministrstvu za gospodarske dejavnosti Republike Slovenije.